# Linda Jezek
Linda Jezek (Palo Alto, Estados Unidos, 10 de marzo de 1960) es una nadadora estadounidense retirada especializada en pruebas de estilo libre y estilo mariposa, donde consiguió ser subcampeona olímpica en 1976 en los 4 x 100 metros estilos.

## Carrera deportiva
En los Juegos Olímpicos de Montreal 1976 ganó la medalla de plata en los 4 x 100 metros estilos (nadando el largo de mariposa), con un tiempo de 4:14.55 segundos, tras la República Democrática Alemana (oro) y por delante de Canadá (bronce), siendo sus compañeras de equipo: Camille Wright, Shirley Babashoff y Lauri Siering; dos años después, en el Campeonato Mundial de Natación de 1978 celebrado en Berlín ganó el oro en los relevos de 4 x 100 metros estilos.